# Chervey
Chervey ist eine französische Gemeinde mit 149 Einwohnern (Stand: 1. Januar 2022) im Département Aube in der Region Grand Est (vor 2016 Champagne-Ardenne). Sie gehört zum Arrondissement Troyes und zum Kanton Bar-sur-Seine.

## Lage
Chervey liegt etwa 30 Kilometer ostsüdöstlich von Troyes.
Nachbargemeinden sind Beurey im Norden, Bertignolles im Osten, Viviers-sur-Artaut im Süden, Ville-sur-Arce im Südwesten sowie Buxières-sur-Arce im Westen.

## Bevölkerungsentwicklung
| Jahr                       | 1962 | 1968 | 1975 | 1982 | 1990 | 1999 | 2006 | 2011 | 2017 |
| -------------------------- | ---- | ---- | ---- | ---- | ---- | ---- | ---- | ---- | ---- |
| Einwohner                  | 200  | 208  | 192  | 185  | 165  | 198  | 189  | 181  | 164  |
| Quellen: Cassini und INSEE |      |      |      |      |      |      |      |      |      |

## Sehenswürdigkeiten
- Kirche Saint-Victor, seit 1987 Monument historique

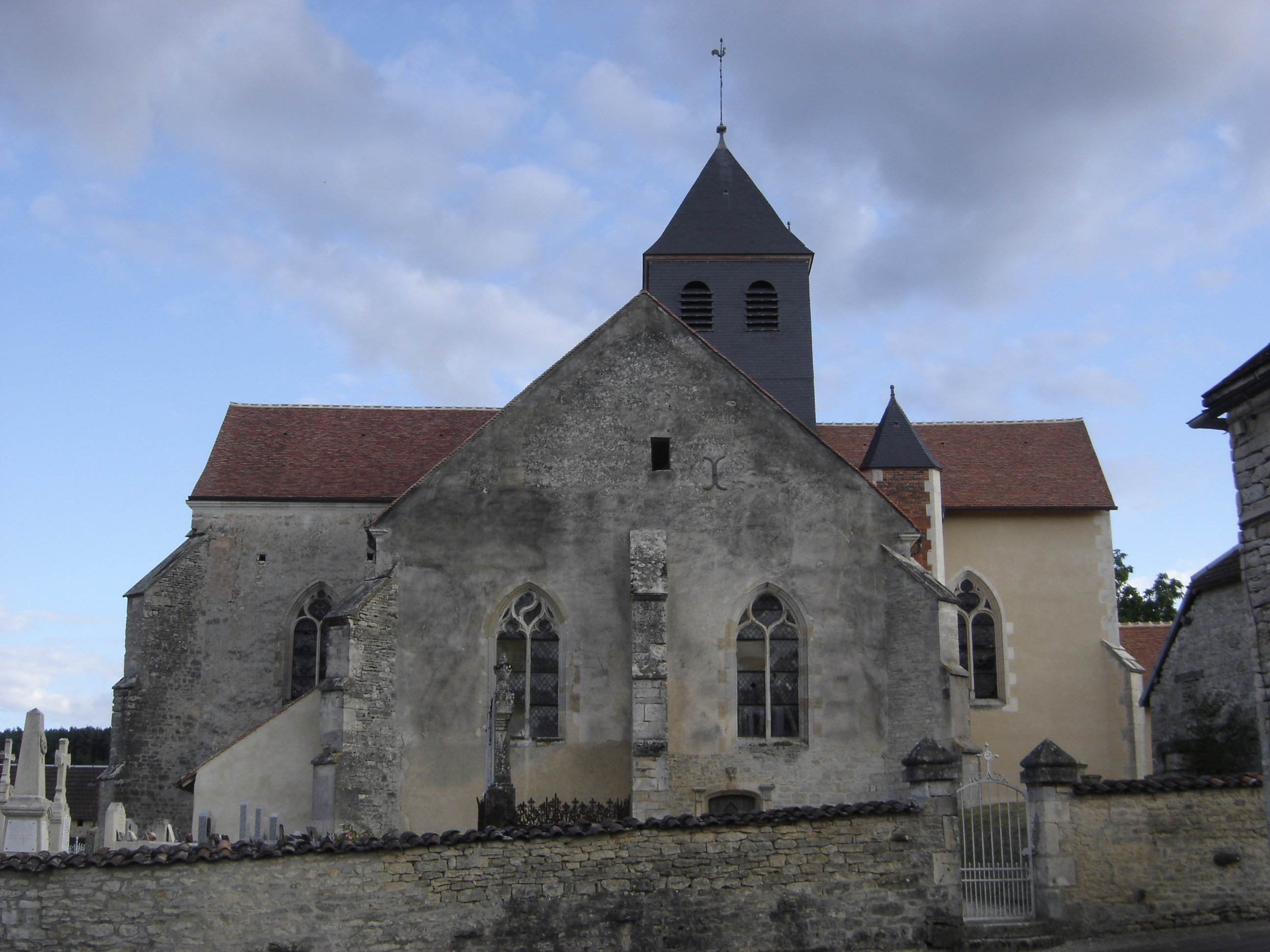
Kirche Saint-Victor